# Portrait de jeune homme (Botticelli, Londres)
Pour les articles homonymes, voir Portrait de jeune homme.
Le portrait de jeune homme (en italien : Ritratto di giovane [ragazzo] ou Ritratto virile) est une peinture de Sandro Botticelli, une tempera sur bois (37,5 × 28,2 cm) datant de 1483 environ, conservée à la National Gallery à Londres depuis 1859.

## Histoire
L'identité du personnage représenté ainsi que l'emplacement original du tableau demeure inconnus.
Même si aujourd'hui la critique est unanime quant à l'attribution de l'œuvre à Botticelli, il faut noter que ce tableau a été diversement attribué au XIXe siècle : Giorgione, Filippino Lippi ou Masaccio.

## Description
Le jeune homme est représenté en buste et position frontale regardant le spectateur. Le portrait est situé sur un fond sombre qui en fait ressortir la plasticité grâce à la lumière provenant depuis la gauche. Le personnage fixe intensément le spectateur en instaurant avec lui un dialogue psychologique. Ses yeux sont particulièrement grands ; le nez comporte une pointe arrondie; la bouche est charnelle et les pommettes prononcées.
Il est vêtu d'un riche tunique de couleur marron de la même couleur de ses yeux, bordée d'une pelisse et fermée au cou par un lacet au-dessus d'un habit noir et une chemise blanche. Les cheveux sont longs et ondulés, couverts par un couvre-chef rouge typique de la bourgeoisie florentine de l'époque.

## Analyse
Le portrait fait transparaître une certaine intensité expressive, avec une individuation physionomiste, en faisant ressortir certaines particularités physiques : grands yeux, narines très prononcées, lèvres charnues, pommettes prononcées, menton rond.
La ligne de contour semble tendue, exprimant une plus grande inquiétude par rapport à d'autres œuvres retenues comme antérieures comme le portrait d'homme avec médaille de Cosme l'ancien (1474-1475 environ).